# Gasparia nebulosa
Gasparia nebulosa là một loài nhện trong họ Toxopidae.
Loài này thuộc chi Gasparia. Gasparia nebulosa được miêu tả năm 1956 bởi Brian J. Marples.